# Стежеріш (Клуж)
Стежеріш (рум. Stejeriș) — село у повіті Клуж в Румунії. Входить до складу комуни Молдовенешть.
Село розташоване на відстані 291 км на північний захід від Бухареста, 36 км на південь від Клуж-Напоки.

## Населення
За даними перепису населення 2002 року у селі проживали 195 осіб.
Національний склад населення села:
| Національність | Кількість осіб | Відсоток |
| -------------- | -------------- | -------- |
| угорці         | 139            | 71,3%    |
| румуни         | 56             | 28,7%    |

Рідною мовою назвали:
| Мова      | Кількість осіб | Відсоток |
| --------- | -------------- | -------- |
| угорська  | 139            | 71,3%    |
| румунська | 56             | 28,7%    |